# Rhoicissus tomentosa
Rhoicissus tomentosa är en vinväxtart som först beskrevs av Jean-Baptiste de Lamarck, och fick sitt nu gällande namn av Wild & R. B. Drumm.. Rhoicissus tomentosa ingår i släktet Rhoicissus och familjen vinväxter. Inga underarter finns listade i Catalogue of Life.